# Störst är kärleken
Störst är kärleken (engelsk titel: A Matter of Life and Death, i USA lanserad under titeln Stairway to Heaven) är en brittisk romantisk fantasyfilm från 1946 i regi av Michael Powell och Emeric Pressburger. I huvudrollerna ses David Niven, Roger Livesey och Raymond Massey.
1999 placerade British Film Institute filmen på 20:e plats på sin lista över de 100 bästa brittiska filmerna genom tiderna. 

## Rollista i urval
- David Niven - Squadron Leader Peter David Carter
- Kim Hunter - June
- Roger Livesey - Dr. Frank Reeves
- Kathleen Byron - en ängel
- Richard Attenborough - en engelsk pilot
- Bonar Colleano - en amerikansk pilot
- Joan Maude - Chief Recorder
- Marius Goring - Conductor 71
- Robert Coote - Flying Officer Bob Trubshawe
- Robert Atkins - Prästen
- Bob Roberts - Dr. Gaertler
- Edwin Max - Dr. Mc Ewan
- Betty Potter - Mrs. Tucker, Reeves hembiträde
- Raymond Massey - Abraham Farlan
- Abraham Sofaer - Domaren